# Бачко-Ново-Село
Бачко-Ново-Село (серб. Бачко Ново Село) — село в Сербії, належить до общини Бач Південно-Бацького округу в багатоетнічному, автономному краю Воєводина.

## Населення
Населення села становить 1352 особи (2002, перепис), з них:
- серби — 765 — 62,29%;
- мусульмани — 5184 — 14,98%;
- югослави — 353 — 6,43%;

Решту жителів  — з десяток різних етносів, зокрема: македонці, румуни, німці і кілька русинів-українців.